# 한국소셜미디어기자협회
한국소셜미디어기자협회(KOrea Social Media Association)는 대한민국의 소셜 미디어 언론인 단체이다. 2013년 3월 1일 발족하였다. 창립 준비위원회는 3월 30일 진행된다.

## 소개
한국소셜미디어기자협회(KOSMA)는 뉴미디어의 신세계 소셜네트워크를 발전시켜나가 개인화된 미디어로써 현장에서 직접적으로 올라오는 모든 소식이 바른 방향으로 소통 발전 언론화 되는 것을 목적으로 창립되었다.
전현직 언론인 50여명이 창립 멤버로 참여하였다.

## 주요사업
♣ 전·현직 언론인 소셜 미디어 활용 교육
♣ 전·현직 언론인 소셜 미디어 공동 연구 집필사업
♣ 소셜미디어 언론인상 제정 및 시상
♣ 소셜미디어 관련 학술지와 단행본, 월간잡지 등을 발행하는 출판사업
♣ 소셜미디어 관련 포럼과 세미나, 토론회, 연구 발표회, 강연회 등
♣ 소셜미디어 신기술 사업
♣ 해외 소셜미디어 단체 정보 교류

## 회원사
협회 회원사로 10여개의 온·오프라인 미디어와 50여명의 전현직 언론인이 참여하고 있다.

## 회원
※회원 순서는 무작위순입니다.